# Howard Smith (réalisateur)
Pour les articles homonymes, voir Howard Smith et Smith.
Howard Smith (né le 10 décembre 1936, mort le 1er mai 2014) est un producteur, journaliste, réalisateur et scénariste américain. 
Il a remporté un Oscar du meilleur film documentaire pour Marjoe sorti en 1972 consacré à Marjoe Gortner, un ancien adepte du Réveil religieux.

## Biographie
Né à Brooklyn, il commence sa carrière en tant que photographe pour les magazines comme Life ou Newsweek. Il devient ensuite journaliste pour Playboy ou The New York Times. Il travaille à partir de 1966 pour l'hebdomadaire The Village Voice, et pour la radio WPLJ FM pour laquelle il réalise des interview approfondies avec des personnalités comme Mick Jagger, Jane Fonda, John Lennon, Yoko Ono, Lou Reed, Frank Zappa, Janis Joplin, Jim Morrison, George Harrison, Andy Warhol, Jack Nicholson et d'autres.
Il réalise en 1972 le documentaire Marjoe sur l'évangéliste Marjoe Gortner, présenté au Festival de Cannes, et qui lui vaut un Oscar en 1973.
Il meurt à 77 ans d'un cancer.

## Filmographie
- 1972 : Marjoe : réalisateur, producteur (associé à Sarah Kernochan) (documentaire)
- 1977 : Gizmo ! : réalisateur, producteur (documentaire)

## Distinctions
- 1973 Oscar du meilleur film documentaire pour Marjoe lors de la 45e cérémonie des Oscars.